# Stackgrönnans båtmuseum

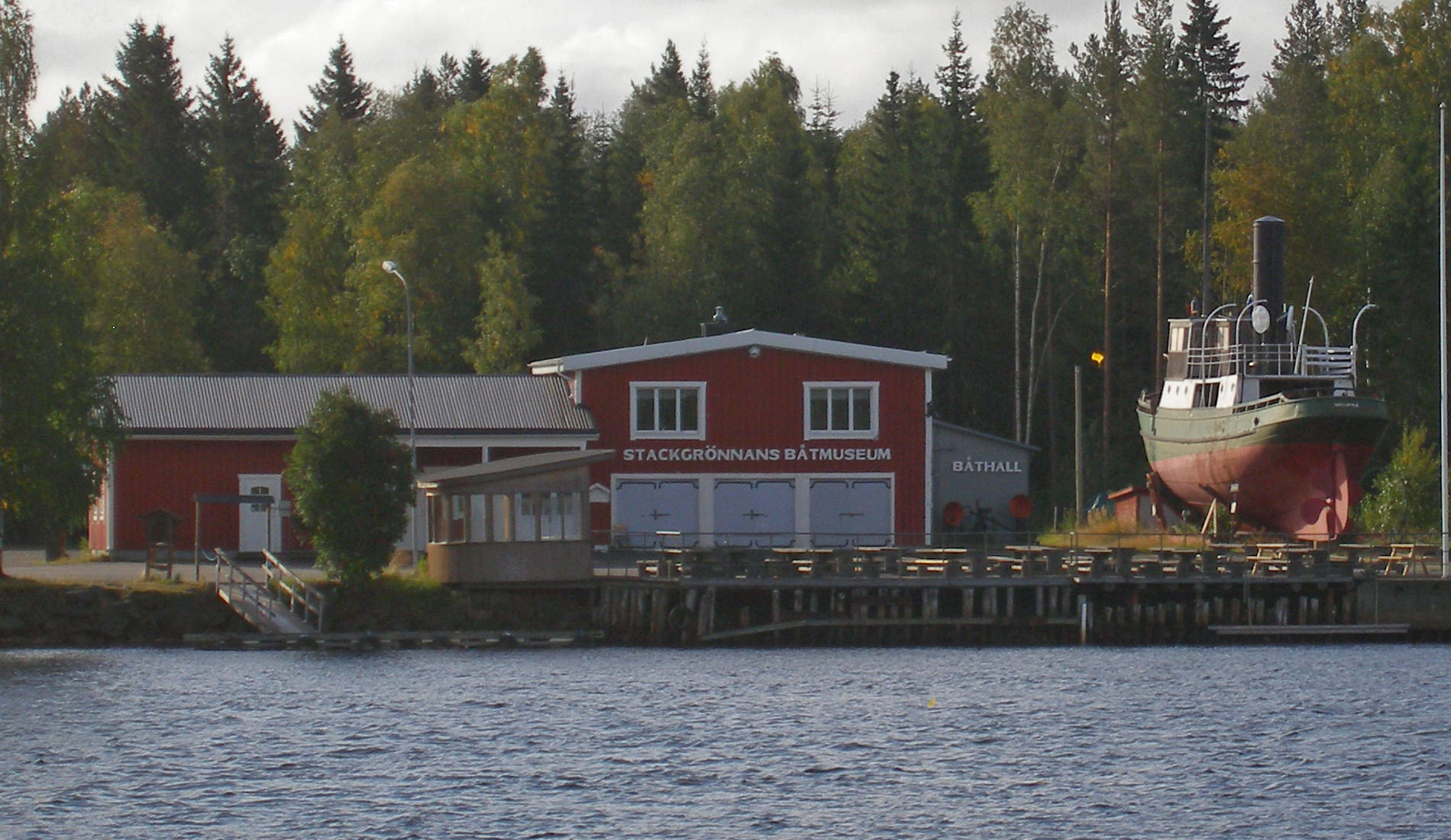
Stackgrönnans båtmuseum vid Skellefteälvens strand

Stackgrönnans båtmuseum är ett svenskt sjöfartsmuseum, som tillhör Skellefteå museum.
Stackgrönnans båtmuseum är inrymt i det tidigare Bröderna Lundqvists båtvarv vid Skellefteälvens södra strand, cirka tio kilometer nedströms från Skellefteå. Det visar bruksbåtar från 1900-talets början och en samling båtmotorer. Sedan 1998 finns Föreningen Skellefteå Allmogebåtar i en del av museets lokal och visar byggnation av allmogebåtar. 
Vid museibyggnaden står (2013) S/S Nordkust 4, landets äldsta ångdrivna havsgående timmerbogserare, byggd för Galtströms bruk i Gävle 1885 under namnet Ophelia. 

## Historik
Under första halvan av 1970-talet började Skellefteå museum samla in bruksbåtar för museets räkning. 
Båtmuseets framtid utreddes 2007-08, varvid föreslogs att museet skulle omlokaliseras till småbåtshamnen i Kåge. Beslutet blev dock att museet skulle vara kvar vid Stackgrönnan.